# Lomanella quasiparva
Lomanella quasiparva is een hooiwagen uit de familie Triaenonychidae.